# (2951) Perepadin
(2951) Perepadin es un asteroide perteneciente al cinturón de asteroides, descubierto el 13 de septiembre de 1977 por Nikolái Stepánovich Chernyj desde el Observatorio Astrofísico de Crimea (República de Crimea).

## Designación y nombre
Designado provisionalmente como 1977 RB8. Fue nombrado Perepadin en honor al agrónomo ruso Aleksandr Ivanovich Perepadin, amigo del descubridor.